# Павлуткин, Иван Васильевич
Иван Васильевич Павлуткин (19 мая 1930 — 13 января 1994) — передовик советского сельского хозяйства, бригадир колхоза имени 11-й кавдивизии Оренбургского района Оренбургской области, Герой Социалистического Труда (1966).

## Биография
Родился в 1930 году в селе Верхняя Павловка Оренбургского района в крестьянской семье.
Завершив обучение в седьмом классе школы, трудоустроился работать в 1945 году в колхоз имени 11-й кавдивизии Оренбургского района. В 1948 году окончил курсы трактористов при Нижнепавловской МТС. Здесь и стал работать на тракторе.
После упразднения МТС с 1958 года помощник бригадира, а с 1961 года бригадир первой тракторной бригады колхоза. В работе бригады применялись новые методы и агротехнические приёмы. Так в 1965 году бригада получила с гектара в среднем по 12 центнеров зерна.
Указом Президиума Верховного Совета СССР от 23 июня 1966 года за успеха полученные при производстве зерновых Ивану Васильевичу Павлуткину было присвоено звание Героя Социалистического Труда с вручением ордена Ленина и медали «Серп и Молот».
В 1967 году прошёл обучение в школе повышения квалификации сельскохозяйственных работников. В легендарном 1968 году бригада сумела сдать урожай зерновых государству в общей массе 143 тысячи центнеров. В 1973 году окончил Чебеньковское СПТУ № 11, получил удостоверение на право вождения трактора К-700. С 1989 года перешёл работать заведующим по хозяйственной части, а с 1989 по 1992 заместитель председателя колхоза. С 1990 года на пенсии.
Умер 13 января 1994 года.
Делегат XXV съезда КПСС. Избирался кандидатом в члены Оренбургского обкома КПСС, членом бюро Оренбургского райкома КПСС, депутатом районного Совета народных депутатов.

## Награды
За трудовые успехи был удостоен:
- золотая звезда «Серп и Молот» (23.06.1966)
- орден Ленина (23.06.1966)
- другие медали.